# Maihueniopsis darwinii
Maihueniopsis darwinii är en kaktusväxtart som först beskrevs av John Stevens Henslow, och fick sitt nu gällande namn av Friedrich Ritter. Maihueniopsis darwinii ingår i släktet Maihueniopsis och familjen kaktusväxter. Inga underarter finns listade i Catalogue of Life.

## Bildgalleri

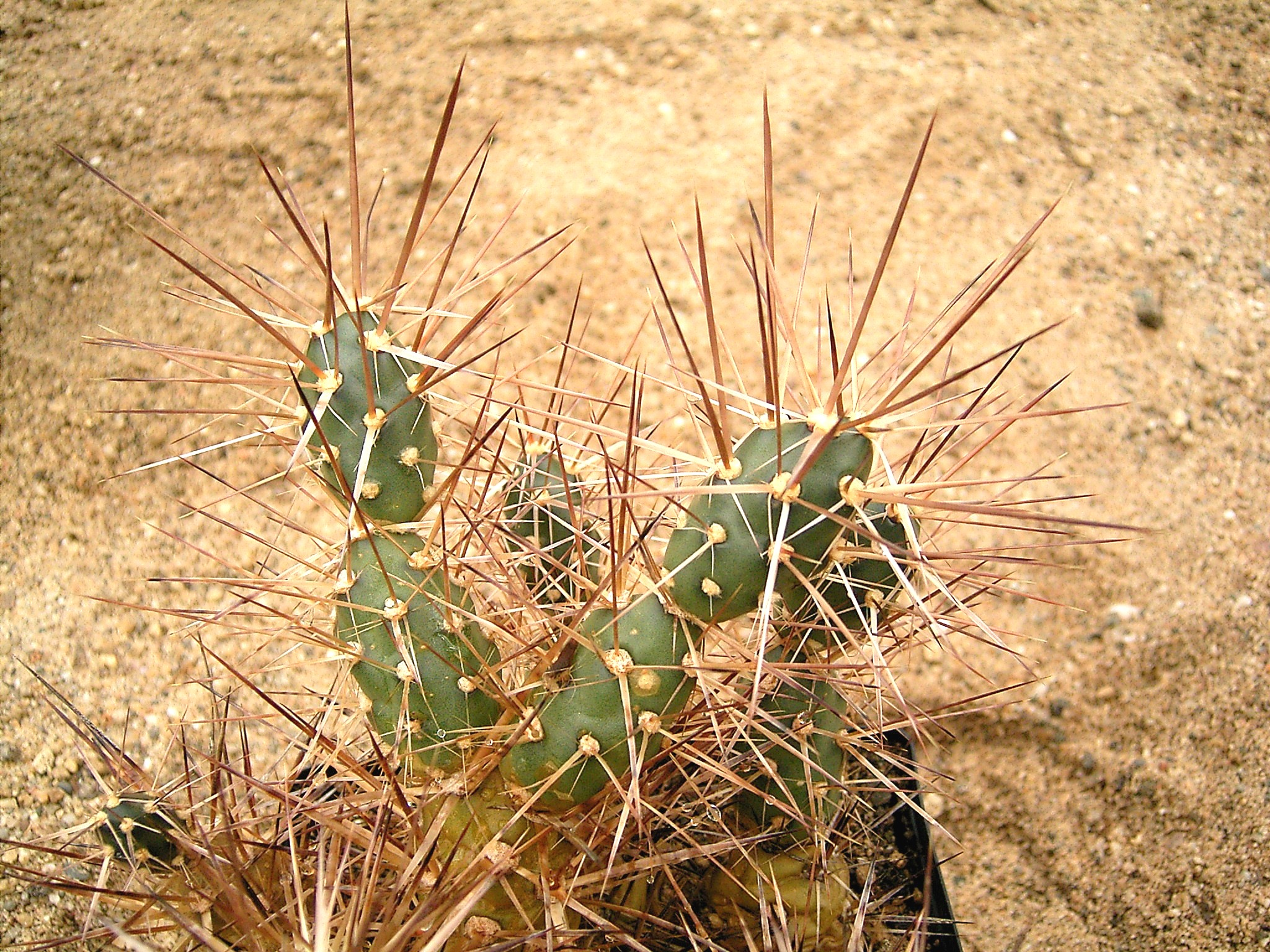
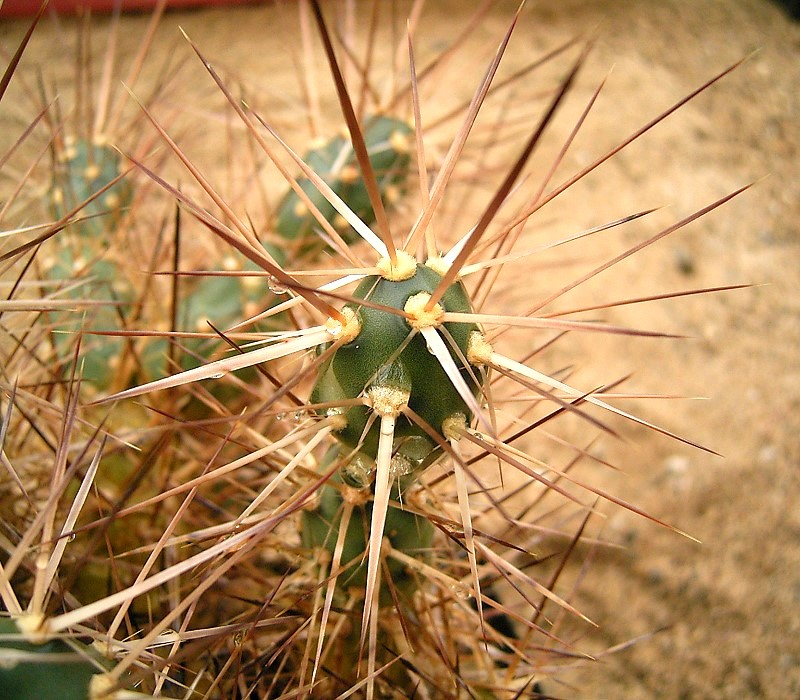
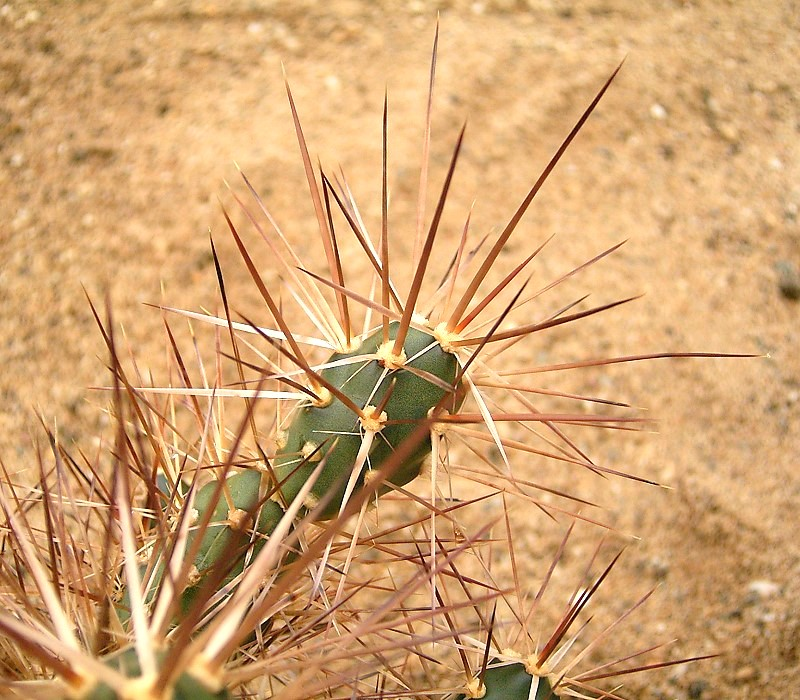
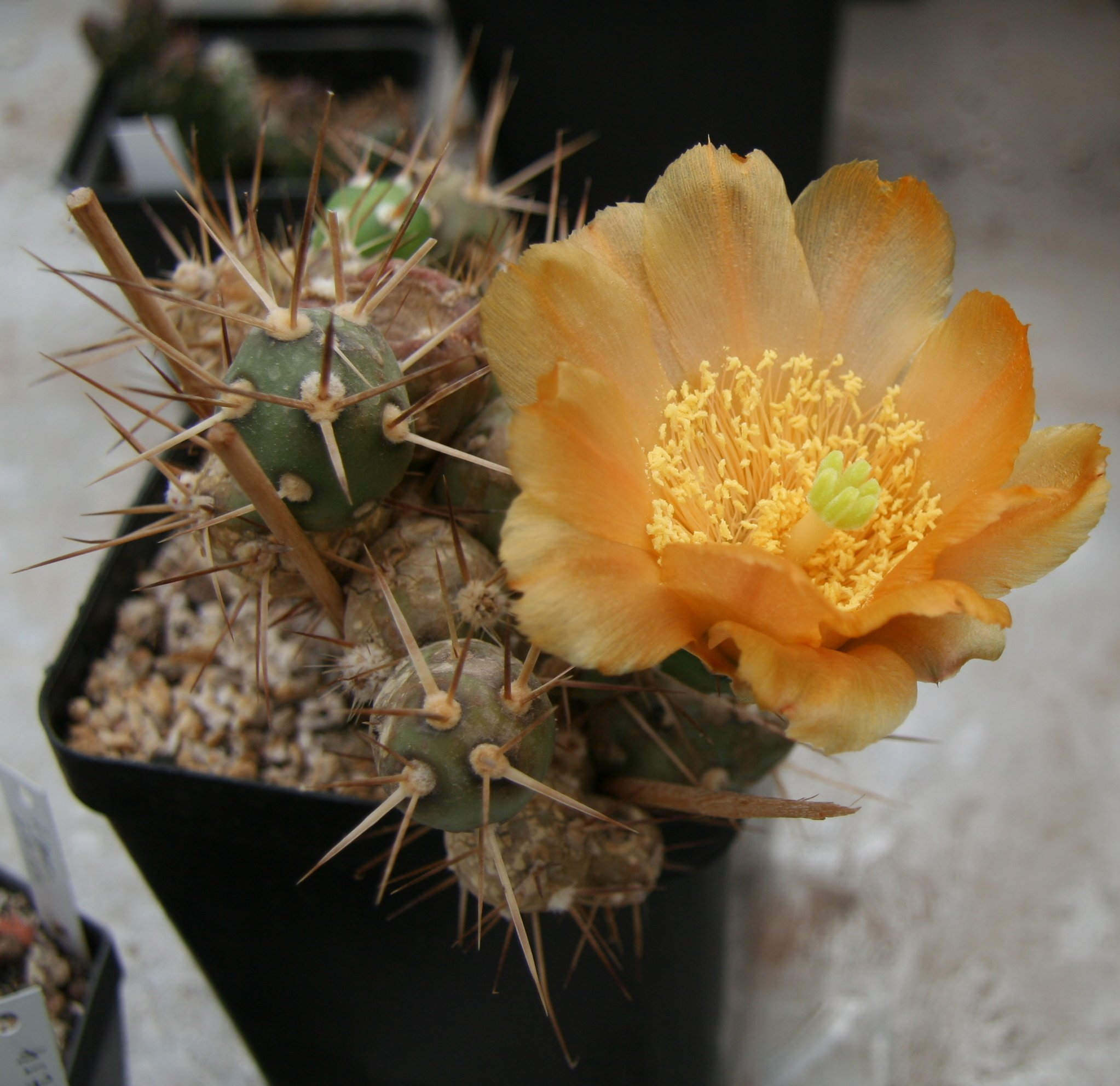
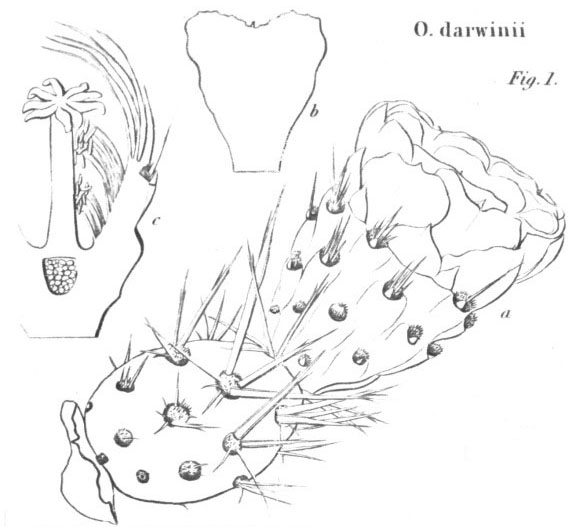